# 開封道
開封道（かいふう-どう）は中華民国北京政府により設置された河南省の道。

## 沿革
1913年（民国2年）1月、豫東道として設置、観察使は開封県に置かれ、下部に開封、陳留、杞県、通許、尉氏、洧川、鄢陵、中牟、蘭封、禹県、密県、新鄭、商丘、寧陵、鹿邑、夏邑、永城、虞城、睢県、考城、柘城、淮陽、商水、西華、項城、沈丘、太康、扶溝、許昌、臨潁、襄城、郾城、長葛、鄭県、滎陽、河陰、滎沢、汜水の38県を管轄した。1914年（民国3年）5月に開封道と改名、観察使も道尹と改められた。1927年（民国16年）に廃止されている。

## 行政区画
廃止直前下部の38県を管轄した。（50音順）
- 尉氏県
- 洧川県
- 禹県
- 永城県
- 郾城県
- 鄢陵県
- 開封県
- 河陰県
- 夏邑県
- 杞県
- 許昌県
- 虞城県
- 滎沢県
- 滎陽県
- 項城県
- 考城県
- 汜水県
- 商丘県
- 襄城県
- 商水県
- 沈丘県
- 新鄭県
- 睢県
- 西華県
- 太康県
- 柘城県
- 中牟県
- 長葛県
- 陳留県
- 通許県
- 鄭県
- 寧陵県
- 扶溝県
- 密県
- 蘭封県
- 臨潁県
- 鹿邑県
- 淮陽県